# Marian Jaszewski
Marian Jaszewski (ur. 3 maja 1962 w Kolnie) – polski polityk, lekarz-chirurg, poseł na Sejm III kadencji.

## Życiorys
Ukończył w 1986 studia na Wydziale Lekarskim Akademii Medycznej w Białymstoku. Podjął następnie pracę jako lekarz-chirurg. Działał także w Sekcji Ochrony Zdrowia NSZZ „Solidarność”. W latach 1997–2001 sprawował mandat posła III kadencji, wybranego z listy Akcji Wyborczej Solidarność w okręgu łomżyńskim. Był członkiem RS AWS. W 2001 bez powodzenia ubiegał się o reelekcję, później wycofał się z bieżącej polityki.
Po zakończeniu pracy w parlamencie objął stanowisko dyrektora Szpitala Wojewódzkiego w Łomży.